# Long’an (Nanning)
Long’an (chinesisch 隆安县, Pinyin Lóng’ān Xiàn; Zhuang Lungzanh Yen) ist ein Kreis der bezirksfreien Stadt Nanning, der Hauptstadt des Autonomen Gebietes Guangxi der Zhuang-Nationalität im Süden der Volksrepublik China. Er hat eine Fläche von 2.305 km² und zählt 318.400 Einwohner (Stand: Ende 2018). Hauptort ist die Großgemeinde Chengxiang (城厢镇)

## Administrative Gliederung
Auf Gemeindeebene setzt sich der Kreis aus sechs Großgemeinden und vier Gemeinden zusammen.

## Ethnische Gliederung der Bevölkerung (2000)
Beim Zensus im Jahr 2000 hatte Long’an 313.306 Einwohner.
| Name des Volkes | Einwohner | Anteil  |
| --------------- | --------- | ------- |
| Zhuang          | 301.972   | 96,38 % |
| Han             | 9.154     | 2,92 %  |
| Yao             | 1.920     | 0,61 %  |
| Sonstige        | 260       | 0,08 %  |